# Bozorgmehr Bokhtagan

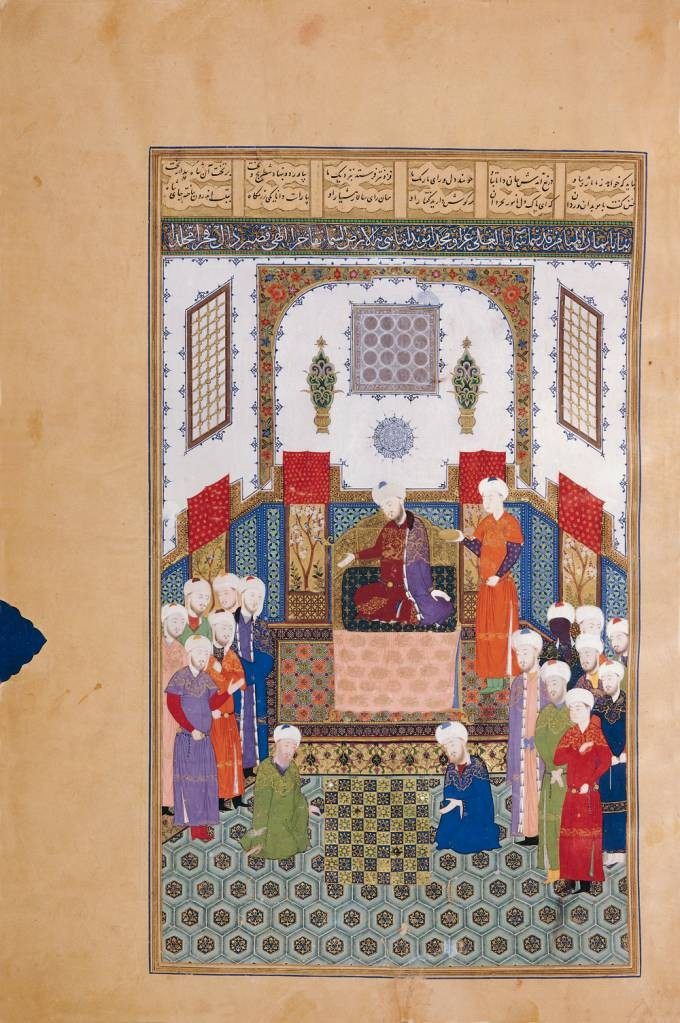
Storvesiren Bozorgmehr utmanar det indiska sändebudet i schack.

Bozorgmehr Bokhtagan (medelpersiska: Wuzurgmihr ī Bōkhtagān) var en persisk vesir (minister), filosof och rådgivare åt den sasanidiske kungen Kavadh I (498-531), och senare storvesir åt hans son Khosrou I (som styrde 531–579). Han tillhörde den persiska adelsfamiljen Karen och utövade ett stort inflytande på persisk politik och politisk filosofi.
Bozorgmehr tillskrivs uppfinningen av backgammon och skrev flera traktat på medelpersiska, däribland  Ayādgār ī Wuzurgmihr ī Bōxtagān and Wizārišn ī čatrang (Om schack), som översattes till nypersiska av Avicenna.
Bozorgmehr prisas i medeltida persisk och arabisk litteratur som den främste vesiren genom alla tider och han åberopades flitigt som ideal för andra ministrar att följa.